# Gerhard Wimberger
Gerhard Wimberger (Vienna, 30 agosto 1923 – Salisburgo, 12 ottobre 2016) è stato un compositore, direttore d'orchestra e docente austriaco.

## Biografia
Wimberger ha studiato al Mozarteum di Salisburgo. I suoi insegnanti erano Cesar Bresgen e Johann Nepomuk David per la composizione, e Clemens Krauss e Bernhard Paumgartner per la direzione.
Dopo la seconda guerra mondiale, in cui prestò servizio nell'esercito, lavorò come insegnante di canto al Volksoper di Vienna, poi come direttore d'orchestra al Teatro di Salisburgo, prima di diventare insegnante di direzione orchestrale e composizione al Mozarteum. Tra i suoi numerosi allievi c'erano Klaus Ager, Sergio Cárdenas, Dieter Lehnhoff e Gerd Kühr. Wimberger è stato anche membro del direttorio del Festival di Salisburgo e presidente dell'Gesellschaft der Autoren, Komponisten und Musikverleger (Austrian Composers' Association AKM).
È morto nell'ottobre 2016 all'età di 93 anni. Nel gennaio 2017 si è tenuto un concerto commemorativo in suo onore al Mozarteum.

## Composizioni

### Lavori teatrali

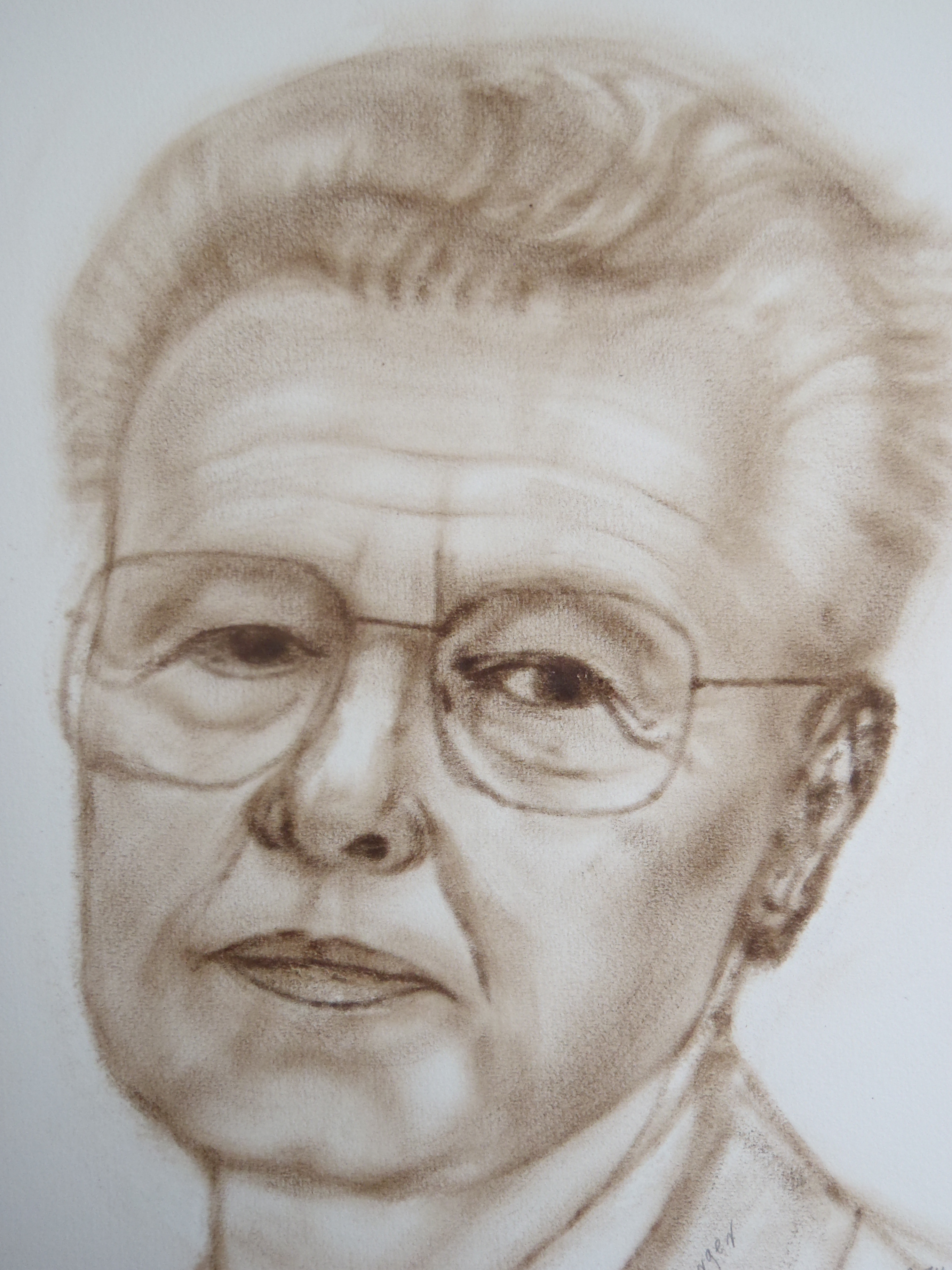
Gerhard Wimberger

- Heinrich e Kleist, scene per teatro musicale (2004), opera da camera (2011[5][6])
- Wolf Dietrich Principe di Salisburgo (1985/87), cronache sceniche
- Paradou (1981/58), opera da Émile Zola
- Le scarpe d'oro (1983), musica di balletto per la televisione
- Jedermann (1983), musiche di scena
- Regole di vita (1970/73), musica scenica
- Helen la vittima (1967), musical
- Lady Clown (1963/64), commedia musicale
- Ero e Leandro (1962-1963), balletto drammatico
- La Battaglia o le piume rosse, opera
- Display Story (1952/53)

### Musica da concerto
- Musica Cellisima (2003), violoncello e orchestra
- Musica Tranquilla (2000), orchestra
- Strange Evening Music (1999), orchestra da camera
- Flows (1997), sestetto d'archi
- Combofonia (1995), 7 strumenti
- Premonizioni (1994), orchestra
- Burletta (1993), violino, pianoforte
- In nome dell'amore (1992), tenore, pianoforte
- Concerto di danza (1991/92), orchestra da camera
- Vanità nella vita di un manager (1991/92), voci e orchestra
- Disegni (1991), pianoforte
- Tre sonate per sintetizzatore (1990-1991)
- Quintetto (1990), quintetto classico di fiati
- Diario 1942 (1990/91), baritono, coro, orchestra
- Concerto per sintetizzatore (1989)
- Vagabondage (1988), big band
- Non smettiamo di respirare, mezzosoprano, pianoforte
- Musica notturna Musica da lutto Musica finale (1987/88), orchestra
- Fantasia per otto musicisti (1982), ottetto
- Concertino per orchestra (1981)
- Variazione cromatica su valzer di Diabelli (1981), pianoforte
- Secondo Concerto per pianoforte (1980/81), pianoforte, orchestra
- Sei canzoni d'amore su testi barocchi (1980), baritono e clavicembalo o pianoforte
- Sonetti in vita e in morte di Madonna Laura (1979), coro a cappella
- Proiezioni su temi di W. A. Mozart (1978), orchestra
- Programma (1977/78), grande orchestra
- Quartetto d'archi (1978/79)
- Concerto per dodici suonatori (1978/79)
- Contours (1977), pianoforte
- La mia vita, la mia morte (1976), baritono, strumenti e nastro
- Motus (1976), grande orchestra
- Suona (1975), 12 violoncelli, fiati e percussioni
- Racconti (1974/75), undici fiati
- Memento Vivere (1973/74), mezzosoprano, baritono, 3 oratori, coro, orchestra
- Mulitiplay – Riflessioni canoniche (1972/73), 23 suonatori
- Signum (1969), organo
- Quattro canzoni (1969), voce e strumenti
- Chronique (1968/69), orchestra
- Ars Amatoria (1967), cantata per coro, combo e orchestra da camera
- Quattro movimenti su canti popolari tedeschi (1966), soprano, 3 strumenti, coro
- Risonanze (1965/66), tre gruppi orchestrali
- Kästner-Songbook (1962), voce media, pianoforte
- Storie (1962), fiati e percussioni
- Tre chanson liriche (1957), voce e orchestra da camera
- Wedding Mail Cantata (1957), coro misto, clavicembalo e contrabbasso
- Allegro giocoso (1956), orchestra
- Agustin Variazioni-Logaritmi (1956), orchestra
- Figure e fantasie (1956), orchestra
- Concerto per pianoforte e orchestra da camera (1955)
- Divertimento (1954), orchestra d'archi
- Musica Brevis (1950), orchestra

## Decorazioni e premi
- 1967: Premio di Stato austriaco per la musica nel campo della composizione[7]
- 1979: Premio per la musica del Ministero dell'Istruzione, della Scienza e della Cultura austriaco
- 1983: Croce d'Onore per le scienze e per le arti di I Classe
- 1991: Gran Decorazione d'Onore in Argento per Servizi alla Repubblica d'Austria
- 1992: Membro Onorario della Mozarteum University of Salzburg
- 1994: Medaglia d'argento Mozart della International Mozarteum Foundation
- 1998: Membro Onorario della Fondazione Internazionale Mozarteum
- 2003: Anello del Salisburghese
- Decorazione in oro di Salisburgo